# Малтнома (племя)
Малтнома — племя чинуков, проживающее в окресностях Портленда, штат Орегон, США. Поселения были расположены по всему бассейну Портленда и по обоим берегам реки Колумбия. Малтнома говорят на диалекте верхнечинукского языка, входящего в орегонскую пенутийскую семью.

## История племени
Племена малтнома и родственные клакамасы жили в ряде деревень вдоль реки, недалеко от устья реки Уилламетт на реке Колумбия (в начале XIX века Уилламетт также называли «Малтнома»). По данным археологов, в деревнях этого района проживало около 3400 человек круглый год, а в сезоны рыболовства и сбора урожая ваппато – до 8000 человек (Ваппато – болотное растение, похожее на картофель являющееся основным продуктом питания).
В 1830 году болезни, которые обычно считались малярией, опустошили деревни малтнома. Через пять лет деревня Катлапотл была заброшена, и в ней на короткое время поселилось племя Коулиц. 
К 1834 году население Малтнома было практически полностью истреблено из-за вспышек малярии и оспы. К 1910 году в Малтноме осталось лишь несколько человек, которых переселили в резервацию Гранд-Ронд, также расположенную на северо-западе Орегона.

## Вождь

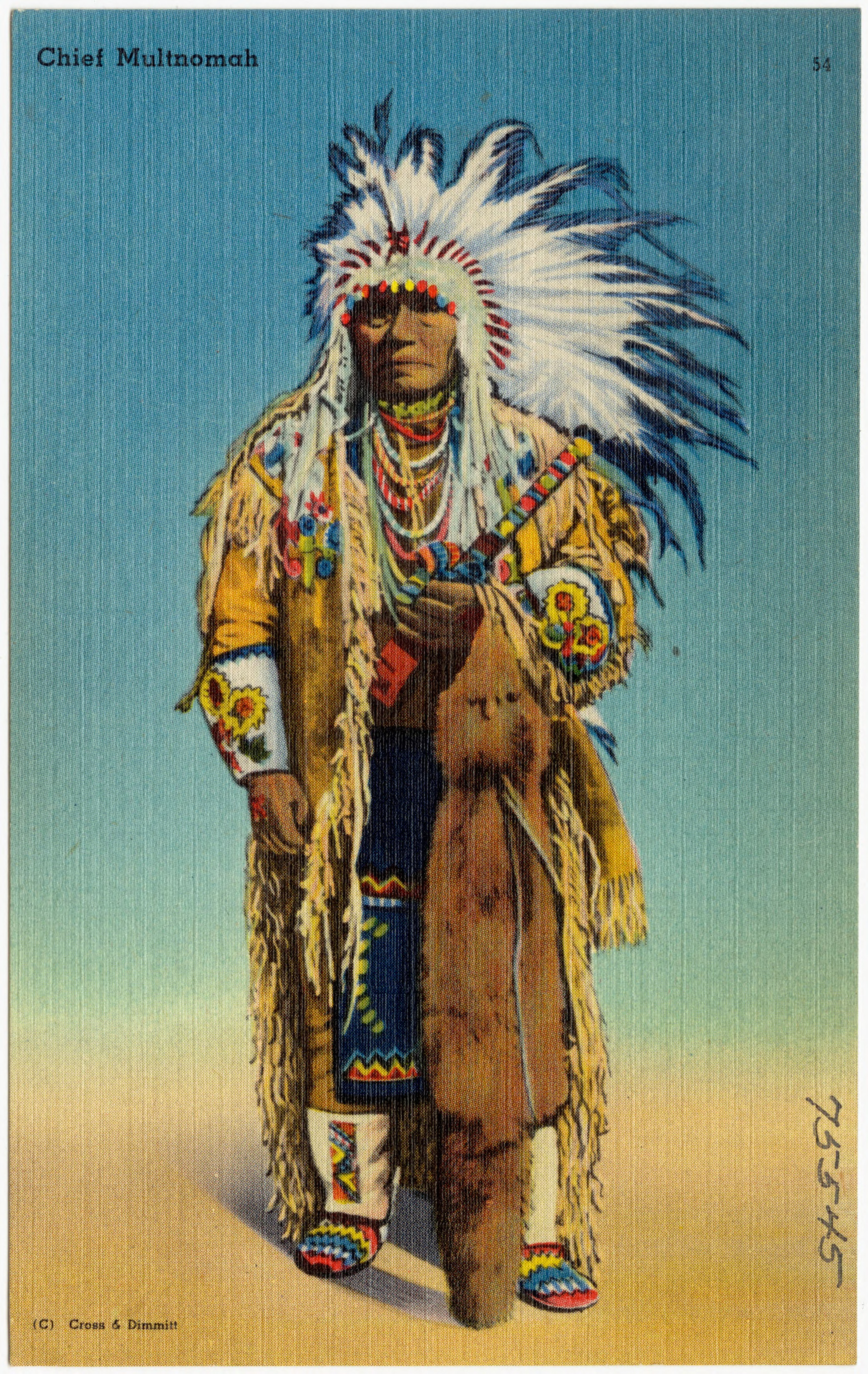
Фотография неизвестного коренного американца, помеченного как «Вождь Малтнома».

Народ получил своё название от имени своего вождя. Однако существование их великого вождя по имени Малтнома было предметом споров. Другие индейские племена в долине реки Колумбия рассказывали о нём в устной форме, в то время как историки Орегона отвергали его как миф. Поэтому существуют противоречивые свидетельства о его существовании. В 1900-х годах в Орегонском историческом обществе сменилось несколько президентов, которые отвергали его как вымышленного вождя. Однако, помимо устных описаний, существовали и письменные источники, включая газеты и журналы, которые указывают на его реальную жизнь.
Малтнома был вождём племён, обитавших на большей части Тихоокеанского Северо-Запада от Орегона до Канады, и в течение 40 лет своего правления он был вождём Уилламеттов, а также военным вождём племён и общин Вауны, штат Орегон, управляя со своей резиденции на острове Сови.
Энн Фултон, профессор истории Портлендского государственного университета, нашла и собрала большую часть известных сведений о вожде Малтноме из множества письменных источников. Она изложила это в своей статье «Восстановление илкак’мана: вождь по имени Малтнома».
Она надеялась привлечь больше внимания к его существованию. Отдельные свидетельства поступили от таких людей, как Уильям Таппан и доктор Элайджа Уайт, оба были представителями индейских племён. Многочисленные устные и письменные свидетельства о вожде Малтноме были схожи. Его высоко ценили, и многие утверждали, что, будучи воинственным вождём, он пользовался большим уважением среди своего народа.
Считается, что конец правления вождя Малтномы пришёлся на извержение вулкана Худ в 1780-х годах. В 1792 году капитан Джордж Ванкувер и его команда не встречали вождя Малтному во время своей экспедиции, согласно их записям, однако позже, в 1805 году, когда Льюис и Кларк достигли острова Сови, они написали о народе «Мулкнома». Здесь упоминается вождь Малтнома, а также группа племен, составлявшая его народ.

## В культуре
В романе Фредерика Гомера Балча «Мост Богов» Вождь Малтнома один из ключевых персонажей.